# Megalopta tacarunensis
Megalopta tacarunensis is een vliesvleugelig insect uit de familie Halictidae. De wetenschappelijke naam van de soort is voor het eerst geldig gepubliceerd in 1923 door Cockerell.